# 제임스 롤프
제임스 덩컨 롤프(영어: James Rolfe 1980년 7월 10일 ~)는 미국의 연기자, 코미디언, 감독이며, 그의 인터넷 연재작인 《앵그리 비디오 게임 너드》의 주인공으로 잘 알려져 있다.